# Saison 2015 des Rockies du Colorado
La saison 2015 des Rockies du Colorado est la 23e saison en Ligue majeure de baseball pour cette équipe.
En 2015, les Rockies terminent au dernier rang de la division Ouest de la Ligue nationale pour la 3e fois en 4 ans, malgré deux victoires de plus qu'en 2014. Leur performance de 68 victoires contre 94 défaites représente une 5e saison perdante de suite. Durant l'année, les Rockies échangent leur joueur d'arrêt-court étoile Troy Tulowitzki aux Blue Jays de Toronto.

## Contexte
Handicapé par un effectif décimé par les blessures, les Rockies encaissent en 2014 huit défaites de plus que la saison précédente et terminent en 4e place sur 5 équipes dans la division Ouest de la Ligue nationale, avec 66 victoires et 96 revers. Il s'agit d'une 4e saison perdante de suite pour la franchise. À sa première année au Colorado, Justin Morneau remporte le championnat des frappeurs de la Ligue nationale.

## Intersaison
Le 10 novembre 2014, les Rockies perdent sur le marché des joueurs autonomes le vétéran voltigeur Michael Cuddyer, qui rejoint les Mets de New York.
Le 24 novembre 2014, les Rockies échangent le lanceur droitier Juan Nicasio aux Dodgers de Los Angeles contre Noel Cuevas, un voltigeur des ligues mineures. Le lanceur partant gaucher Brett Anderson, devenu agent libre, rejoindra lui aussi les Dodgers le 31 décembre suivant.
Le 2 décembre 2014, le lanceur de relève droitier Matt Belisle quitte les Rockies après 6 saisons et rejoint les Cardinals de Saint-Louis. Le 11 décembre, Colorado échange le joueur de deuxième but Josh Rutledge aux Angels de Los Angeles contre le lanceur droitier Jairo Díaz. Le 16 décembre, un ancien des Cardinals, le deuxième but Daniel Descalso, signe un contrat de deux saisons avec les Rockies.
Le 5 janvier 2015, les Rockies engagent pour deux saisons le receveur Nick Hundley, un ancien des Padres de San Diego qui a terminé la campagne précédente chez les Orioles de Baltimore.
Le 4 février 2015, le lanceur partant droitier Kyle Kendrick quitte les Phillies de Philadelphie, où il a joué les 8 premières saisons de sa carrière, et signe un contrat de 5,5 millions de dollars pour un an avec Colorado.

## Calendrier pré-saison
L'entraînement de printemps 2015 des Rockies se déroule du 4 mars au 4 avril.

## Saison régulière
La saison régulière de 162 matchs des Rockies débute le 6 avril par une visite aux Brewers de Milwaukee et se termine le 4 octobre suivant. Le match d'ouverture local au Coors Field de Denver est joué le 10 avril contre les Cubs de Chicago.

### Classement
| Ligue nationale division Ouest | V  | D  | %    | Diff. | Diff. (séries) |
| ------------------------------ | -- | -- | ---- | ----- | -------------- |
| Dodgers de Los Angeles         | 92 | 70 | ,568 | -     | -              |
| Giants de San Francisco        | 84 | 78 | ,519 | 8     | 13             |
| Diamondbacks de l'Arizona      | 79 | 83 | ,488 | 13    | 18             |
| Padres de San Diego            | 74 | 88 | ,457 | 18    | 23             |
| Rockies du Colorado            | 68 | 94 | ,420 | 24    | 29             |

### Juillet
- 28 juillet : Les Rockies échangent leur arrêt-court étoile Troy Tulowitzki et le releveur droitier LaTroy Hawkins aux Blue Jays de Toronto contre l'arrêt-court José Reyes, le releveur droitier Miguel Castro et les lanceurs droitiers des ligues mineures Jeff Hoffman et Jesus Tinoco[2].

### Septembre
- 15 septembre : Dans la victoire de 5-4 en 16 manches des Rockies sur les Dodgers, à Los Angeles[16], 58 joueurs dont 24 lanceurs sont au total utilisés par les deux clubs, plus que dans toute autre match de l'histoire des majeures[17]. Les Rockies établissent deux nouveaux records des majeures avec 30 joueurs utilisés, dont 13 lanceurs (un 14e, Jason Gurka, joua au champ droit)[18].

### Octobre
- 5 octobre : Nolan Arenado des Rockies est nommé meilleur joueur du mois de septembre 2015 dans la Ligue nationale[19].

## Affiliations en ligues mineures
| Niveau            | Équipe                    | Ligue                         |
| ----------------- | ------------------------- | ----------------------------- |
| AAA               | Isotopes d'Albuquerque    | Ligue de la côte du Pacifique |
| AA                | Rock Cats de New Britain  | Eastern League                |
| A-Advanced        | Nuts de Modesto           | California League             |
| A                 | Tourists d'Asheville      | South Atlantic League         |
| A (saison courte) | Hawks de Boise            | Northwest League              |
| Ligue des recrues | Rockies de Grand Junction | Pioneer League                |
| Ligue des recrues | DSL Rockies               | Dominican Summer League       |